# Teatro Cavallerizza
Il teatro Cavallerizza è il terzo teatro di Reggio Emilia in ordine di importanza e si affaccia, come i più grandi teatro Valli e teatro Ariosto, sull'ampia area priva di edifici costituita da piazza della Vittoria, da piazza Martiri del VII Luglio (piazze dei Teatri) e dai giardini municipali.

## Storia

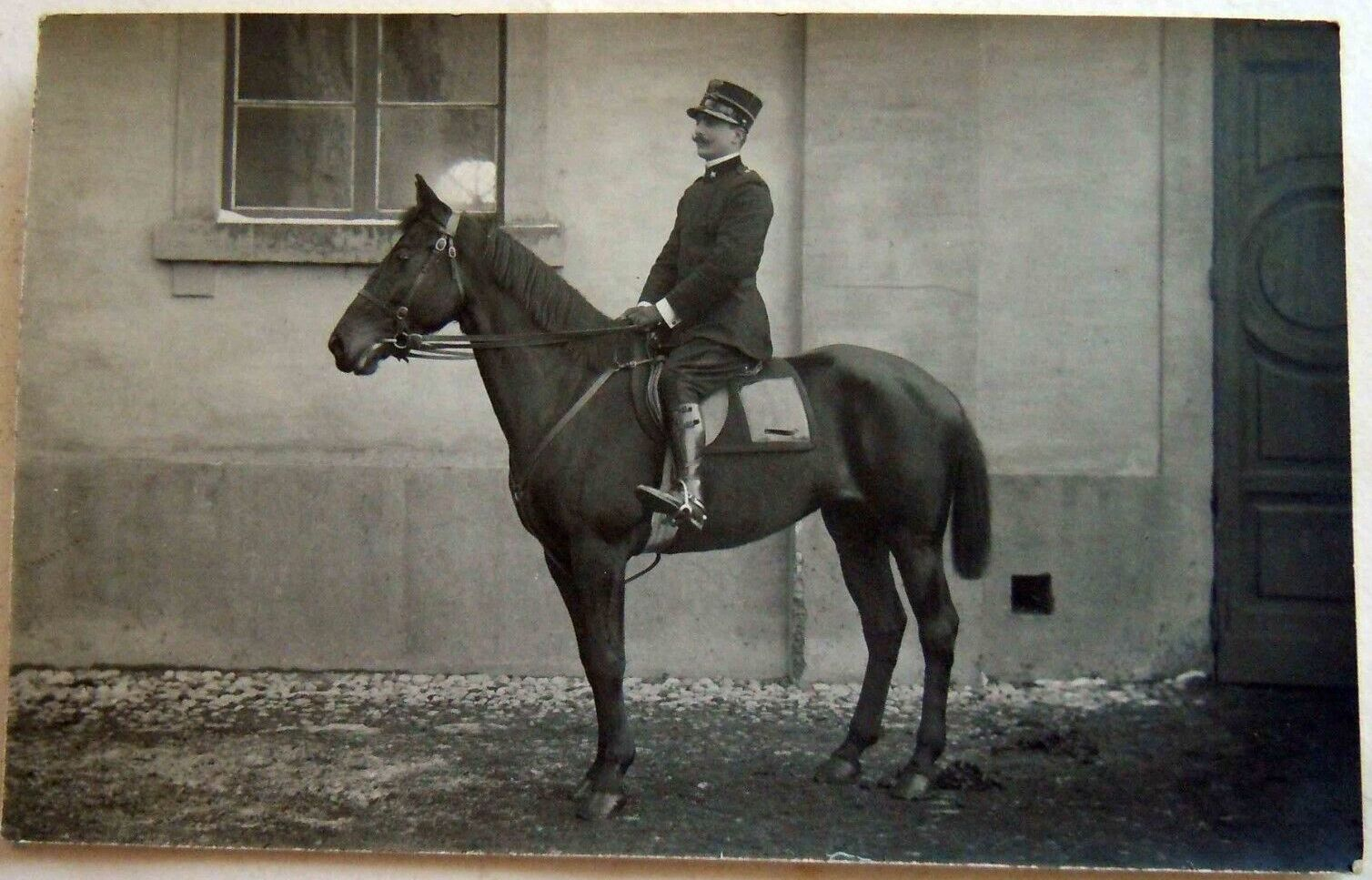
Una fotografia del 1909 ritrae un soldato della caserma Zucchi in posa davanti alla cavallerizza

L'edificio rimase adibito all'addestramento dei cavalli fino alla seconda guerra mondiale. Dismesso dalla sua funzione originaria in seguito alla riconversione della caserma ad usi civili, dopo almeno un decennio di completo abbandono lo stabile è stato sottoposto a una lunga opera di restauro a partire dal 1984, con lo scopo di trasformarlo in spazio teatrale. Una parete centrale che richiama architettonicamente la facciata dell'edificio è stata inserita per spezzare il vano unico della pianta originale e formare due ambienti: un atrio che ospita il guardaroba e nel quale sosta il pubblico prima dell'inizio delle rappresentazioni; e la sala spettacolo, che può accogliere fino a 499 spettatori su due gradinate mobili.

## Attività teatrale
Ufficialmente il teatro è intitolato a Cesare Zavattini, scrittore e sceneggiatore nato in provincia di Reggio, ma la quasi totalità dei cittadini continua ad utilizzare la vecchia denominazione "Cavallerizza". L'origine e la struttura non classiche e la possibilità di variare la disposizione degli spalti hanno reso la Cavallerizza destino naturale degli spettacoli di teatro sperimentale, con prevalenza di opere di danza e prosa. L'inaugurazione dell'edificio come teatro è avvenuta il 10 gennaio 1989, quando la compagnia del Collettivo Teatro Due di Parma mise in scena il "Marat/Sade" di Peter Weiss, replicandolo nelle cinque sere successive. Nel novembre 2007 il teatro ha accolto il prologo e l'epilogo della prima assoluta dell'opera "Miracolo a Milano", commistione di lirica e prosa il cui nucleo centrale è stato rappresentato nel vicino teatro Valli e la cui regia portava la firma di Daniele Abbado. Nel febbraio 2008 è andata in scena una applauditissima versione "off" del "Sogno di una notte di mezza estate" di William Shakespeare, ad opera della compagnia MaMiMò.